# Мост Маужице
Сварной мост в Маужице  (пол. Most spawany w Maurzycach) — первый полностью сварной автомобильный мост и второй сварной мост любой категории в мире, который проложен через реку Слудвя (приток Бзуры) в Центральной Польше. Мост расположен недалеко от деревни Маужице возле Ловича в Лодзинском воеводстве.

## История
Мост был спроектирован в 1927 году Стефаном Брыла, одним из пионеров сварки в гражданском строительстве. Брыла, профессор Львовского технологического университета, провёл обширные теоретические исследования по возможному использованию сварных стальных соединений в строительстве, а также по различным аспектам кислородно-топливной сварки и электродуговой сварки. Процедуры были известны по крайней мере с конца 19 века, но их применение в основном ограничивалось домом и судостроением. Однако, поскольку испытания показали, что сварные соединения могут быть достаточно прочными, чтобы выдерживать большие нагрузки, в середине 1920-х годов Брыла решил спроектировать сварной мост. Он использовал свой более ранний проект клепаного моста, который Брыла и Венчеслав Пониж преобразовали, чтобы использовать новый метод строительства. Однако поперечные балки и некоторые элементы аккордов были переработаны с нуля. Мост был вторым таким сооруженным мостом; подобный, но более короткий сварной железнодорожный мост был спроектирован компанией «Westinghouse Electric and Manufacturing» и построен несколькими месяцами ранее в городе Тертл-Крик, штат Пенсильвания, являясь первым сварным мостом любого типа в мире.
Новая к тому времени техника дуговой сварки позволила значительно сэкономить вес: общий вес составил 56 метрических тонн, тогда как клепаный вариант весил бы более 70 тонн. Кроме метода строительства, сама конструкция представляет собой обычный фермовый мост с двумя основными стропильными балками, прямой нижней хордой и параболической верхней хордой.

### Строительство

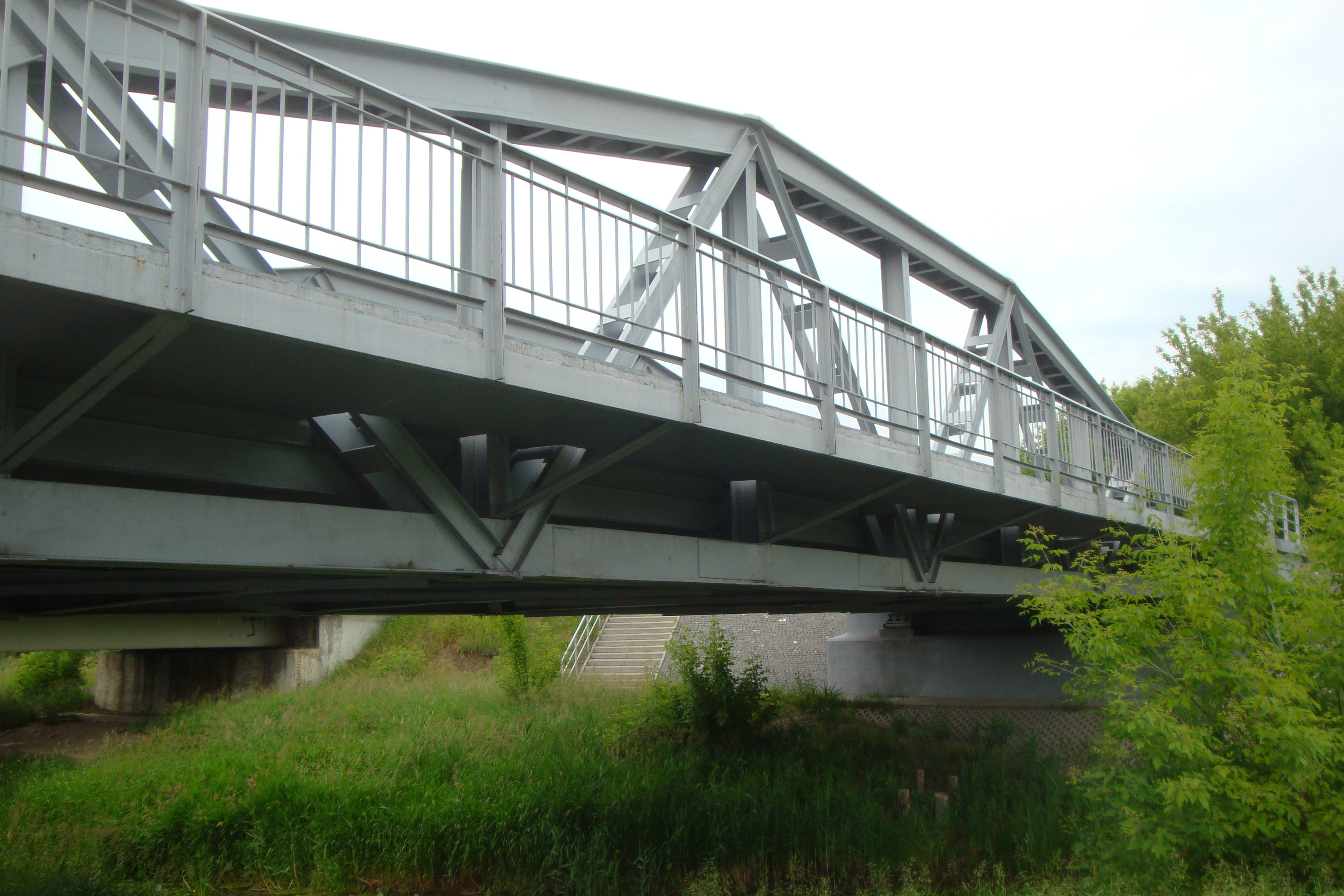
Вид на уровне земли

Поскольку задача по строительству такого сооружения считалась чрезвычайно рискованной, главным подрядчиком была избрана компания «К. Рудзки и С-ка». Компания с головным офисом в Варшаве и крупным заводом в Миньск-Мазовецком была в то время одной из наиболее опытных мостостроительных компаний в Центральной и Восточной Европе. Созданная в 1853 году, компания была единственной фирмой во всей Российской империи, которая строила тяжелые мосты в отдалённых местах. Почти 20% всех мостов, построенных в России в тот период, были построены Константином Рудским и его инженерами. Всего за первые два десятилетия 20 века компания построила 5000 метров стальных дорожных мостов и 24000 метров железнодорожных мостов для 37 различных железнодорожных компаний. Однако, даже имея такой опыт, строительство моста через Слудвю близ Ловича оказалось сложной задачей.
Элементы были изготовлены заводом «К. Рудзки и С-ka» в Минске, а затем сварены на месте. Мост был завершен в декабре 1928 года и открыт для нормального дорожного движения в августе следующего года. Несмотря на то, что сварка намного дороже затратной заклепки, общая стоимость моста была намного ниже, в значительной степени благодаря меньшему количеству стали (17%), необходимому для ее сооружения, и более короткому времени строительства.

### Более поздняя история
Революционное к тому времени завершение строительство моста Маужице породило новую эру в строительстве мостов во всем мире. Строительство было описано в европейской и американской инженерной печати, а инженеры со всего мира массово посещали новый мост. Однако, Польша была первой страной в мире, регулировавшей строительство сварных мостов.
До конца 1970-х мост использовался национальной дорогой 2, польским участком европейского маршрута E30. Он оказался слишком узким в 1977 году его перенесли примерно на 20 метров к северу, закрыли для движения, а вместо него построили новый.
Мост был внесен в список объектов культурного наследия в Польше 22 ноября 1968 Управлением по вопросам документации памятников был внесен в список «Нулевые оценки», что является самым ценным историческим памятником международного значения. Позже он был переквалифицирован как "недвижимый исторический памятник".
Мост был внесен в список объектов культурного наследия в Польше 22 ноября 1968 г. Управлением документации памятников (предшественником Совета национального наследия) и первоначально (до отмены этой категории в 1973 г.) был внесен в список «памятников нулевого уровня» (пол. zabytek klasy 0), то есть самых ценных исторических памятников международного значения. Позже он был переквалифицирован в «недвижимый исторический памятник».
Мост был отремонтирован в 2009 году. Стоимостью 800 000 злотых стальную конструкцию очистили от ржавчины и перекрасили в серебристый цвет, а дорожное покрытие заменили гранитной брусчаткой. В 2011 году перед ним была открыта мемориальная доска профессору Брыле.